# Östergötlands runinskrifter KJ59
Ög KJ59 eller Söderköpingsstenen, är en urnordisk (520/530-700 e.Kr) runsten av gnejs i Ällerstad, Patergärdet, (Ellestad, "Söderköpingsstenen"), Drothems socken och Söderköpings kommun. Tidigare signum: Ög N269. 
Runstenen hittades på gården Patergärdet 1936 i kanten av ett dike. Runinskriften är fördelad på två av blockets sidor, dels på ena smalsidan en ensam rad dels en inskrift på toppytan. De senare anses vara besvärjelserunor. Stenen finns nu i Statens historiska museum.

## Inskriften
Translitterering av runraden:
§A ekA sigimArAz Afs... 
§B ...kA rAisidokA ¶ stAinAz -... ¶ kk ' kiiii ' kkk...
Normalisering till runsvenska:
§A Eka Sigimarz ... 
§B ... raisido'ka staina ... ... ... ...
Översättning till nusvenska:
Jag Sigmar ... av ...reste stenen ...